# Augusztus 8.
Augusztus 8. az év 220. (szökőévben 221.) napja a Gergely-naptár szerint. Az évből még 145 nap van hátra.
Névnapok: László + Eszmeralda, Ágost, Ágosta, Aladin, Alarik, Auguszt, Cirják, Cirjék, Domán, Dominik, Domokos, Domonkos, Domos, Gusztáv, Hartvig, Zádor

## Események
- 936 – Aachenben német királlyá koronázzák I. Ottót.
- 955 – Augsburgnál a kalandozó magyarok vereséget szenvednek I. Ottó német-római császár seregétől.
- 1220 – Észt törzsek legyőzik a svédeket a Lihulai csatában.
- 1303 – Súlyos földrengés a Földközi-tenger térségében.
- 1381 – A torinói béke lezárja a velencei-magyar háborút (1372–81), a Dalmácia feletti magyar uralom megszilárdul
- 1605 – IX. Károly svéd király megalapítja Oulu várost (ma Finnországban).
- 1648 – A fellázadt janicsárok letaszítják trónjáról I. Ibrahim szultánt.
- 1840 – A Pesti Magyar Színház állami tulajdonba került az 1840. évi XLIV. törvénycikkel, így az addig a vármegye által fenntartott színház országos intézmény lett, ezután vette fel a Nemzeti Színház nevet.[1] Ez az elnevezés 1840. augusztus 8-án, Erkel Ferenc első operáját, a Bátori Mária ősbemutatóját hirdetve jelent először meg színlapon.[2]
- 1908 – Wilbur Wright bemutató repülése a franciaországi Le Mansban. Ez volt a Wright fivérek első nyilvános szereplése.
- 1917 – Elkezdődik az ojtozi csata.[3]
- 1918 – A nyugati fronton megindul az antant utolsó – őszig elhúzódó – támadása, mely eldöntötte az I. világháború kimenetelét.
- 1940
  - Az angliai csata kezdete.
  - Romániában törvényerejű rendelet tiltja a zsidók és románok közötti házasságkötést.[4]
- 1945
  - A londoni egyezmény(wd) megállapítja a háborús bűnösök felelősségre vonásának szabályait.[5]
  - A Szovejtunió megtámadja a Mandzsúriában állomásozó japán csapatokat.[6]
- 1966 – Megjelenik a The Beatles együttes Revolver című albuma.
- 1967 – Létrejön a Délkelet-ázsiai Nemzetek Szövetsége, az ASEAN.[7]
- 1989
  - A Columbia űrrepülőgép felszáll, hogy végrehajtsa öt napos titkos katonai küldetését (STS–28).
  - Útjára indul az ESA asztrometriai műholdja, a Hipparcos.
- 1991 – Összedől a Varsói rádió antenna, a világ legkarcsúbb építménye.
- 2000 – 136 év után felszínre hozzák az amerikai polgárháború első tengeralattjáróját, a konföderációs H.L. Hunley-t.
- 2001
  - Útjára indul az amerikai Genesis űrszonda.
  - Magyarország 41 fő magyar civil szakértőt ajánl fel a NATO-nak a macedóniai fegyver begyűjtéshez és megsemmisítéshez.
- 2007 – Átadják a Kőröshegyi viaduktot.
- 2008
  - Kezdetét veszi a XXIX. Nyári Olimpia Pekingben.
  - Megkezdődik az M1 és az M2 magyar tévécsatornák digitális műsorszórása.
  - A grúz erők harckocsi-támadást indítanak Dél-Oszétia fővárosa, Chinvali ellen, ugyanakkor orosz harci gépek Grúzia területét támadják.
- 2009 – Átadják a berlini metróhálózat U55-ös vonalát.

## Egyéb események
- 2013 - Likócson 40,6 fokot mértek, amely az adott év legmagasabb hőmérsékleti értéke volt.[8]
- 2006. augusztus 8-án este 21 óra után kigyulladt a Budapesti Műszaki és Gazdaságtudományi Egyetem központi épületének (az úgynevezett K épület) mínusz második szintjén található lőtér.

## Sportesemények
Formula–1
- 1982 –  német nagydíj, Hockenheimring - Győztes: Patrick Tambay (Ferrari Turbo)

## Születések
- 1079 – Horikava japán császár († 1107)
- 1646 – Godfrey Kneller német festő († 1723)
- 1673 – John Ker skót kém († 1726)
- 1693 – Laurent Belissen francia zeneszerző († 1762)
- 1694 – Francis Hutcheson ír filozófus († 1746)
- 1720 – Carl Fredrik Pechlin svéd politikus († 1796)
- 1748 – Johann Friedrich Gmelin német kémikus, botanikus és zoológus († 1804)
- 1790 – Kölcsey Ferenc magyar író, költő, a magyar Himnusz szerzője († 1838)
- 1814 – Esther Hobart Morris, az első nő, aki békebíróként szolgált az Egyesült Államokban.  († 1902)
- 1832 – I. György szász király IV. Károly magyar király anyai nagyapja († 1904)
- 1839 – Nelson Miles amerikai tábornok († 1925)
- 1861 – William Bateson brit genetikus († 1926)
- 1866 – Matthew Henson sarkkutató († 1955)
- 1875 – Artur da Silva Bernardes, Brazília elnöke († 1955)
- 1879 – Emiliano Zapata mexikói forradalmár († 1919)
- 1880 – Earle Page, Ausztrália 11. miniszterelnöke († 1961)
- 1881 – Albert Kesselring német tábornagy († 1960)
- 1881 – Ewald von Kleist német tábornagy († 1954)
- 1882 – Ladislas Starevich lengyel animációsfilm-készítő († 1965)
- 1884 – Sara Teasdale amerikai költő († 1933)
- 1891 – Adolf Busch német hegedűművész († 1952)
- 1892 – Rafael Moreno Aranzadi, spanyol labdarúgó († 1922)
- 1899 – Krepuska István magyar jégkorongozó († 1979)
- 1901 – Ernest O. Lawrence Nobel-díjas amerikai fizikus († 1958)
- 1902 – Paul Dirac Nobel-díjas brit elméleti fizikus († 1984)
- 1904 – Achille Varzi olasz autóversenyző († 1948)
- 1905 – André Jolivet francia zeneszerző († 1974)
- 1919 – Dino De Laurentiis olasz filmproducer († 2010)
- 1922 – Reich Károly, Kossuth- és Munkácsy Mihály-díjas grafikus († 1988)
- 1925 – Alija Izetbegović Bosznia-Hercegovina első elnöke († 2003)
- 1926 – Ország Lili (Majlát Györgyné) magyar festőművésznő († 1978)
- 1931 – Sir Roger Penrose angol matematikus, fizikus
- 1932 – Vata Emil Jászai Mari-díjas magyar díszlettervező, festőművész, a Pécsi Nemzeti Színház örökös tagja († 2020)
- 1937 – Dustin Hoffman kétszeres Oscar-díjas amerikai filmszínész, producer, az Új-Hollywood legendás színészgenerációjának tagja
- 1940 – Gregor József Kossuth-díjas magyar operaénekes (basszus) († 2006)
- 1943 – Harangozó Teri magyar énekesnő († 2015)
- 1944 – Pritz Pál magyar történész
- 1948 – Szvetlana Jevgenyjevna Szavickaja (oroszul: Светлана Евгеньевна Савицкая) szovjet mérnök, pilóta, berepülőpilóta és űrhajós, az első női űrséta végrehajtója.
- 1949 – Keith Carradine Oscar-díjas amerikai színész
- 1949 – Magyari Béla magyar űrhajós († 2018)
- 1950 – Martine Aubry francia politikus, a Szocialista Párt főtitkára
- 1951 – Sándor Jolán magyar színésznő (* 2024)
- 1953 – Nigel Mansell brit autóversenyző, egyszeres Formula–1-es világbajnok (1992)
- 1961 – The Edge a U2 ír gitárosa
- 1962 – Kovács Edit Jászai Mari-díjas magyar színésznő
- 1964 – Keresztes Ildikó Máté Péter-díjas magyar rockénekesnő, színésznő
- 1967 – Marcelo Balboa amerikai labdarúgó
- 1969 – Faye Wong, kínai énekesnő
- 1973 – Raffay Dávid  magyar szobrászművész; több köztéri szobor alkotója.
- 1977 – Kurt Bernard Costa Rica-i labdarúgó
- 1981 – Roger Federer világelső svájci teniszező
- 1984 – Michelisz Norbert magyar autóversenyző
- 1985 – Szabó Zselyke magyar szinkronszínésznő
- 1988 – Beatrix yorki hercegnő
- 1993 – Miskolczi Márk magyar jégkorongozó
- 1998 – Shawn Mendes kanadai énekes, dalszerző

## Halálozások
- 117 – Marcus Ulpius Traianus római császár (* 53)
- 435 – Rabbula szír költő
- 869 – II. Lothár Lotaringia uralkodója (* 825)
- 1555 – Oronce Finé francia matematikus (* 1494)
- 1588 – Alonso Sánchez Coello spanyol festő (* 1531 körül)
- 1604 – Horio Tadauji japán hadúr (* 1578)
- 1631 – Konstantinas Sirvydas litván lexikoníró (* 1579)
- 1684 – George Booth Delamer első bárója (* 1622)
- 1694 – Antoine Arnauld francia római katolikus janzenista teológus, filozófus és matematikus (* 1612)
- 1722 – Esterházy Antal kuruc tábornagy (* 1676)
- 1759 – Carl Heinrich Graun német barokk zeneszerző, korának jelentős és népszerű operaszerzője (* 1704)
- 1827 – George Canning angol politikus, az Egyesült Királyság miniszterelnöke (* 1770)
- 1828 – Carl Peter Thunberg svéd természetkutató (* 1743)
- 1828 – Nicolas-Louis Robert francia feltaláló, az első síkszitás papírgyártó gép létrehozója (* 1761)
- 1868 – Esterházy Alajos alezredes, kamarás és mecénás (* 1780)
- 1878 – Baldácsy Antal országgyűlési képviselő (* 1803)
- 1879 – Immanuel Hermann Fichte német filozófus (* 1797)
- 1887 – Alexander William Doniphan amerikai ügyvéd és katona (* 1808)
- 1897 – Jacob Burckhardt svájci kultúr- és művészettörténész (* 1808)
- 1898 – Eugène Boudin francia festő (* 1824)
- 1900 – Emil Škoda, cseh gépészmérnök, a Škoda Művek jármű- és fegyvergyár alapítója (* 1839)
- 1902 – James Tissot francia művész (* 1836)
- 1911 – William P. Frye amerikai politikus (* 1830)
- 1921 – Haggenmacher Károly, malomgépész, feltaláló (* 1835)
- 1933 – Adolf Loos osztrák építész (* 1870)
- 1940 – Johnny Dodds amerikai zenész (* 1892)
- 1942 – Szabados Jenő festőművész, a második világháború hősi halottja (* 1911)
- 1943 – Chaim Soutine orosz festő (* 1894)
- 1944 – Erwin von Witzleben német marsall (* 1881)
- 1944 – Michael Wittmann német tankparancsnok (* 1914)
- 1947 – Anton Ivanovics Gyenyikin orosz tábornok (* 1872)
- 1950 – Schöpflin Aladár író, műfordító, kritikus (* 1872)
- 1957 – Böszörményi Jenő magyar gépészmérnök, a hazai dízelmotor- és autógyártás egyik úttörője (* 1872)
- 1972 – Gáborjáni Klára magyar színésznő (* 1923)
- 1973 – Vilhelm Moberg svéd író és történész (* 1898)
- 1974 – Kaszás Ferenc, honvédelmi miniszterhelyettes (* 1922)
- 1976 – Berta Erzsi magyar színésznő (* 1938)
- 1989 – Brian Naylor brit autóversenyző (* 1923)
- 1991 – James Irwin amerikai asztronauta (* 1930)
- 1992 – Papp Bertalan kétszeres olimpiai bajnok kardvívó (* 1913)
- 1993 – Soós Gábor gazdaságpolitikus, miniszterhelyettes, államtitkár (* 1922)
- 2001 – Palicskó Tibor magyar labdarúgó, edző (* 1928)
- 2005 – Barbara Bel Geddes amerikai színésznő (* 1922)
- 2018 – Fábry Pál magyar–amerikai politikus, diplomata, üzletember, a magyarországi Joseph Pulitzer-emlékdíj alapítója (* 1919)
- 2022 – Olivia Newton-John négyszeres Grammy-díjas angol-ausztrál énekesnő, színésznő (* 1948)
- 2024 – Boros Lajos magyar zenész, rádiós műsorvezető, író, újságíró (* 1947)

## Nemzeti ünnepek, emléknapok, világnapok
- Svédország – A királyné névnapja
- A macskák világnapja (2002 óta)
- Római katolikus:
  - Szent Domonkos
  - Szent Cyriacus
  - Szent Largus
  - Szent Smaragdus
  - Szent Hormisdas